# Высокое (Рязанский район)
Высокое — село в Рязанском районе Рязанской области России. Административный центр Высоковского сельского поселения.

## Расположение
Расположено в 25 км на юго-запад от Рязани при впадении реки Шуринка в Плетёнку.

## История
В окладных книгах 1676 года упоминается Богословская церковь в селе Высоком — одна из старейших каменных церквей в Рязанской области.
В 1888 году в селе была учреждена земская школа, в 1915 году в ней обучалось 115 мальчиков и 18 девочек.

## Население
| 1859 | 1897  | 1905  | 2010 |
| ---- | ----- | ----- | ---- |
| 1255 | ↗1964 | ↗2376 | ↘724 |